# Жардел Нівалдо Вієйра
Жардел Нівалдо Вієйра (порт. Jardel Nivaldo Vieira, нар. 29 березня 1986, Флоріанополіс) — бразильський і португальський  футболіст, захисник.

## Ігрова кар'єра
Народився 29 березня 1986 року в місті Флоріанополіс. Вихованець футбольної школи клубу «Аваї», в молодіжному складі якого він виграв чемпіонат штату Санта-Катаріна у 2003 році спочатку серед юніорських складів, а потім і серед молодіжних команд. Провівши один рік в основній команді, захисник перейшов в клуб «Віторія» (Салвадор), де виступав у центрі оборони разом із Алексом Сілвою. Там він провів один сезон, вигравши чемпіонат штату Баїя. Наступний рік Жардел розпочав у клубі «Сантус», з яким виграв чемпіонат штату Сан-Паулу. У цій же команді він посилив серйозну травму лобкової кістки, отриману ще під час виступу у «Віторії». 
В кінці 2006 року Жардел перейшов в «Іраті», а потім виступав на правах оренди в «Аваї» та «Жоїнвілі». Пізніше Жардел грав за «Деспортіво Бразіл» та «Ітуано».
Влітку 2009 року бразилець був орендований португальським клубом «Ешторіл Прая», за який протягом сезону провів 28 матчів і забив 2 голи. По завершенні оренди влітку 2010 року, контракт гравця викупив португальський «Ольяненсі», в якому Жардел до кінця року зіграв 16 зустрічей в чемпіонаті. 
13 січня 2011 року Жардел перейшов в «Бенфіку», підписавши контракт на 5 років. Сума трансферу склала 475 тис євро. Відтоді встиг виграти з командою низку національних трофеїв, проте стабільним гравцем її основного складу так і не став. 2016 року отримав португальське громодянство, а контракт із «Бенфікою» декілька раз поновлював. Провівши за 11 сезонів 288 ігор за лісабонський клуб в усіх турнірах, 1 липня 2021 року, після завершення чергового контракту, 35-річний захисник залишив його на правах вільного агента.

## Титули і досягнення
- Переможець Ліги Баїяно (1):

«Віторія» (Салвадор): 2005
- Переможець Ліги Пауліста (1):

«Сантус»: 2006
- Чемпіон Португалії (5):

«Бенфіка»: 2013–14, 2014–15, 2015–16, 2016–17, 2018–19
- Володар Кубка Португалії (2):

«Бенфіка»: 2013-14, 2016–17
- Володар Кубка португальської ліги (4):

«Бенфіка»: 2010-11, 2011-12, 2013-14, 2014-15, 2015–16
- Володар Суперкубка Португалії (4):

«Бенфіка»: 2014, 2016, 2017, 2019